# Baltrum V
Die Baltrum V ist ein Inselversorgungsschiff der Reederei Baltrum-Linie.

## Geschichte
Die Baltrum V wurde 2021 unter der Baunummer NB 1002 auf der Schiffswerft Diedrich in Oldersum speziell für die Inselversorgung im ostfriesischen Wattenmeer gebaut. Die Kiellegung fand am 8. Juni 2020 bei der Werft Fosen Yard Emden statt. Der fertige Rumpf wurde nach Oldersum verbracht, wo die weitere Ausrüstung vorgenommen wurde. Die Fertigstellung des Schiffes erfolgte Ende 2021, die Taufe am 3. Februar 2022. Nach ihrer Taufe nahm die Baltrum V jedoch nicht die Inselversorgung für die Insel Baltrum auf, sondern wurde u. a. in der Werft in Oldersum, in Norddeich und in den ehemaligen Nordseewerken in Emden „geparkt“. Im Winter 2022/23 transportierte der Inselversorger PKW für die Emder Logistikfirma EVAG im Auftrag der Volkswagen AG durch den Emder Hafen. Die Reederei gibt als Grund dafür gerichtliche Auseinandersetzungen um die Hafengebühren in Neßmersiel an, die während der Bauphase des Schiffes erhöht worden waren. Der weitere Einsatzbereich der Baltrum V ist ungewiss.

## Beschreibung
Das Schiff wurde speziell für die Anforderungen der Inselversorgung im Wattenmeer entworfen. Der Rumpf ist derart konstruiert, dass das Schiff bei Niedrigwasser im Watt trockenfallen kann.